# Aérodrome de Hoarafuchi
L'aéroport de Hoarafuchi est un aéroport domestique situé sur Hoarafuchi, l'une des îles de l'atoll de Haa Alifu, aux Maldives. Un vol d'essai a atterri à l'aéroport de Hoarafuchi le 16 novembre 2020 et les vols réguliers devraient commencer prochainement. Le projet d'aéroport a été achevé et commencé sous l'administration du président Ibrahim Mohamed Solih en 2020.

## Situation
| \| 10 km1:7 410 000 \| Kulhudhuffuchi Hoarafuchi Funadhoo Maavaarulaa Hanimaadhoo Kooddoo Malé Kaadedhdhoo Kadhdhoo Maamigili Fuvahmulah Gan Dharavandhoo Thimarafushi Ifuru Kudahuvadhoo |
| 10 km1:7 410 000 |

## Compagnies aériennes et destinations
| Compagnies | Destinations                   |
| ---------- | ------------------------------ |
| Maldivian  | Malé Velana                    |
| Manta Air  | Dharavandhoo (en), Malé Velana |

Edité le 3/12/2023

## Voir également
- Liste des aéroports des Maldives